# Piste Stampede
La piste Stampede, en Alaska, était une piste utilisée par un mineur du nom de Earl Pilgrim dans les années 1930. Elle conduisait à des concessions d’antimoine, situées à 60 km de Healy.
La piste est devenue célèbre en 1992 à la mort de Christopher McCandless qui a vécu dans l'épave d'un bus International Harvester K-5 de 1946 stationné dans une partie proche du parc national et réserve du Denali, puis la publication du livre Voyage au bout de la solitude de Jon Krakauer et surtout la sortie du film Into the Wild qui raconte son aventure.
En 1961, la piste devait être rénovée dans le cadre du Alaska's Pioneer Road Program mais s'interrompit après la construction de 50 km de route. Le bus, qui était alors un abri pour les chasseurs et les rangers, avait servi de logement sommaire pour les ouvriers de la compagnie Yutan chargés de réaliser les travaux routiers. Depuis, la piste est utilisée en été par les randonneurs à pied, à moto ou à VTT.
Il est important de noter que les Alaskiens ont été depuis des années en faveur d'un déplacement du bus, à cause de l’affluence croissante, depuis la sortie du film, de touristes en « pèlerinage », : chaque année depuis 2007 de nombreuses opérations de recherches et de sauvetages doivent être organisées, et deux randonneuses ont trouvé la mort. Pour ces raisons, le bus a finalement été héliporté le 18 juin 2020, depuis son lieu d'origine jusqu'à Healy pour être stocké dans un lieu sécurisé. 
Après sa restauration il est désormais conservé au Musée du Nord situé sur le campus de l’université d’Alaska-Fairbanks,,,.